# 青森県道118号七戸十和田湖線
青森県道118号七戸十和田湖線（あおもりけんどう118ごう しちのへとわだこせん）は、青森県上北郡七戸町から十和田市に至る一般県道である。

## 概要
起点は上北郡七戸町の七戸城跡（柏葉公園）の南、国道394号から南へ分岐する。十和田市深持で県道40号に合流し十和田市法量で県道40号から分岐右折、十和田市奥瀬で国道102号に合流して終点となる。

### 路線データ
- 起点: 上北郡七戸町[1]（国道394号交点）
- 終点: 十和田市[1]（国道102号交点）

## 歴史
- 1961年（昭和36年）2月10日 - 県道に認定される[1]。

## 路線状況

### 重複区間
- 青森県道40号青森田代十和田線（十和田市深持 - 十和田市法量）

## 地理

### 交差する道路
- 国道394号（上北郡七戸町七戸、起点）
- 青森県道40号青森田代十和田線（十和田市深持 - 十和田市法量）
- 国道102号（十和田市奥瀬、終点）

### 沿線の施設など
- さかた温泉
- 青森県立七戸高等学校
- JA十和田おいらせ 深持支店
- 十和田市立深持小学校
- 農村公園
- 駒っこランド
- JA十和田おいらせ 十和田湖支店
- 十和田市立法奥小学校